# Lędziny
Lędziny (udtale: [lɛnˈd͡ʑinɨ]; tysk: Lendzin; schlesisk: Lyńdźiny)  er en by i den   sydøstlige  del af  voivodskabet Schlesien i  det sydlige Polen. Byen   har 16.530(2021) indbyggere og et areal på	31,48 km², og er en del af powiatet Bieruń-Lędziny, og ligger i  det schlesiske højland. 

## History
Der er tegn på menneskelig beboelse, der går tilbage til slutningen af  bronzealderen, hovedsageligt tidstypiske fund fra  Lausitzkulturen. I den før-kristne æra lå på den højeste bakke  – Klimontbakken i området, - et sted   dedikeret   tilbedelse af den slaviske gud Perun, (moderne ablativer Piorun, Pieron – der betyder Thunderbolt). Meget senere, i 1769, blev Sankt Clementkirken rejst på nøjagtig samme sted, hvor det hedenske tilbedelsessted tidligere var.
I det 18. århundrede blev den annekteret af Preussen, og efter 1871 var det en del af Tyskland. De polske schlesiske opstande mod Tyskland blev udkæmpet i området, især under den anden schlesiske opstand i 1920. Bagefter blev Lędziny en del af den genfødte polske stat.
Den 3. september 1939, under den tyske invasion af Polen, der startede 2. verdenskrig, begik tyske tropper en massakre på syv polakker i Lędziny, deriblandt nogle teenagere.